# Topi Lehtipuu
Topi Lehtipuu (nacido en Brisbane, Australia el 24 de marzo de 1971) es un tenor operístico finlandés. Ha cantado una variedad de roles de diferentes épocas, incluyendo el papel titular en la ópera de Benjamin Britten Albert Herring en la Ópera Nacional de Finlandia, varios papeles mozartianos, incluyendo a Belmonte en El rapto del serrallo y Tamino en La flauta mágica, ambos en el Théâtre des Champs-Elysées en París, y Ferrando en Così fan tutte en el Festival de Glyndebourne de 2006. También ha aparecido en la ópera de Händel Ariodante (Ópera de París) y como Hylas en Les Troyens de Berlioz (dirigida por John Eliot Gardiner). Ha trabajado con otros directores de orquesta conocidos, como William Christie, Michel Corboz, René Jacobs, Simon Rattle, Emmanuelle Haïm y Christophe Rousset. En febrero de 2010 interpretó el papel de Adam en el estreno mundial de la ópera Die Tragödie des Teufels (La tragedia del diablo), de Peter Eötvös, en la Ópera Estatal de Baviera.
También ha cantado repertorio de conciertto incluyendo obras de Johann Sebastian Bach, Claudio Monteverdi, Arvo Pärt, Rameau, Rautavaara, Schönberg y Stravinski.
Lehtipuu recibió su educación musical en la Academia Sibelius de Helsinki y ha estudiado con Peter Lindroos, Howard Crook, y Elisabeth Werres.

## Grabaciones
- Arie Per Tenore  de Vivaldi, con el grupo suizo I Barocchisti dirigidos por Diego Fasolis, Naive, 2010.
- Ha intervenido en grabaciones mozartianas como La flauta mágica, Così fan tutte o la Gran misa en do menor.
- Junto a Rolando Villazón y Patrizia Ciofi grabó el álbum "Combattimento", que incluyó, además de "Il Combattimento di Tancredi e Clorinda" de Claudio Monteverdi, piezas de música antigua y madrigales, bajo la dirección de Emmanuelle Haïm.